# Województwo witebskie

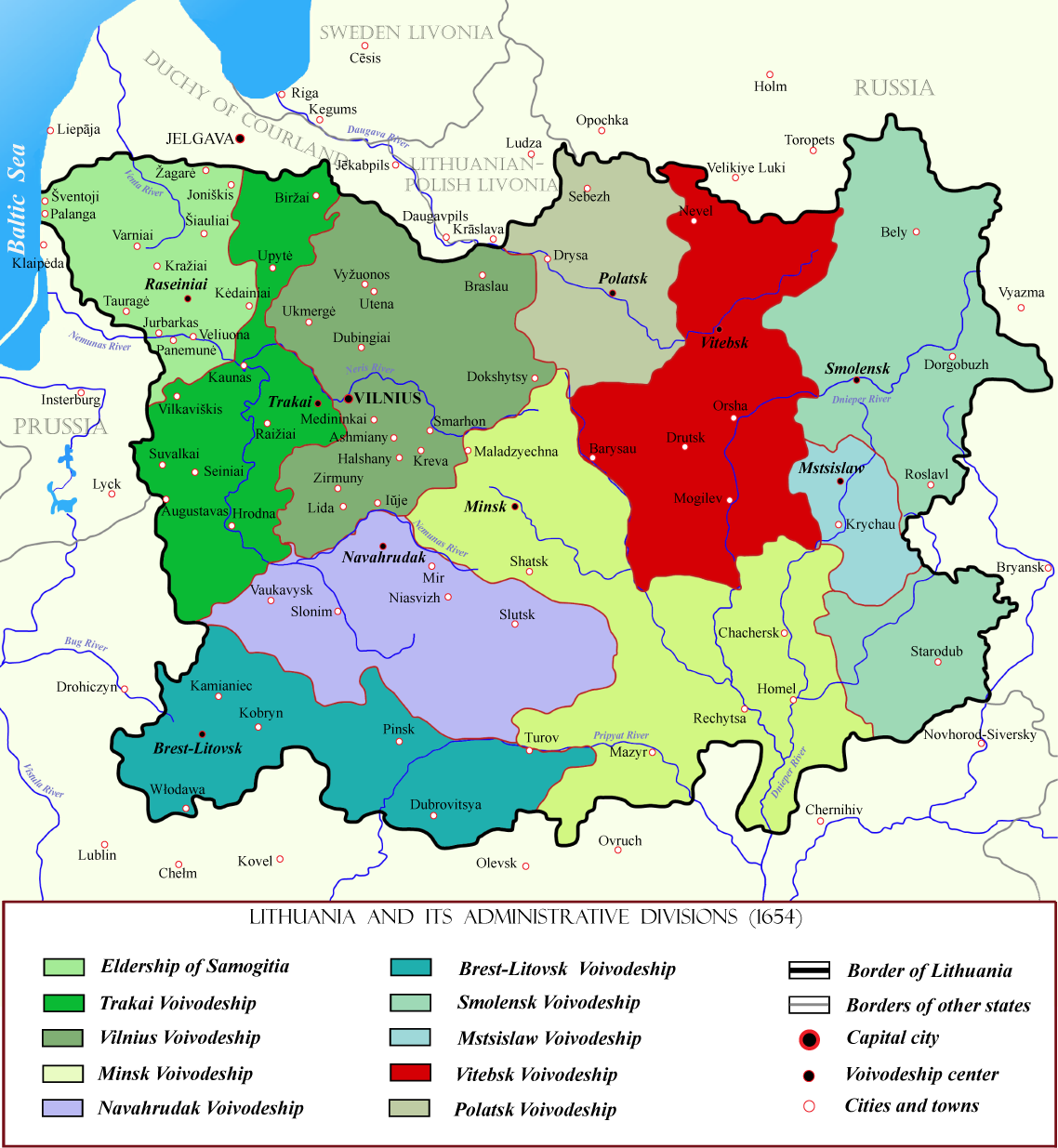
     Położenie województwa witebskiego na mapie Wielkiego Księstwa Litewskiego

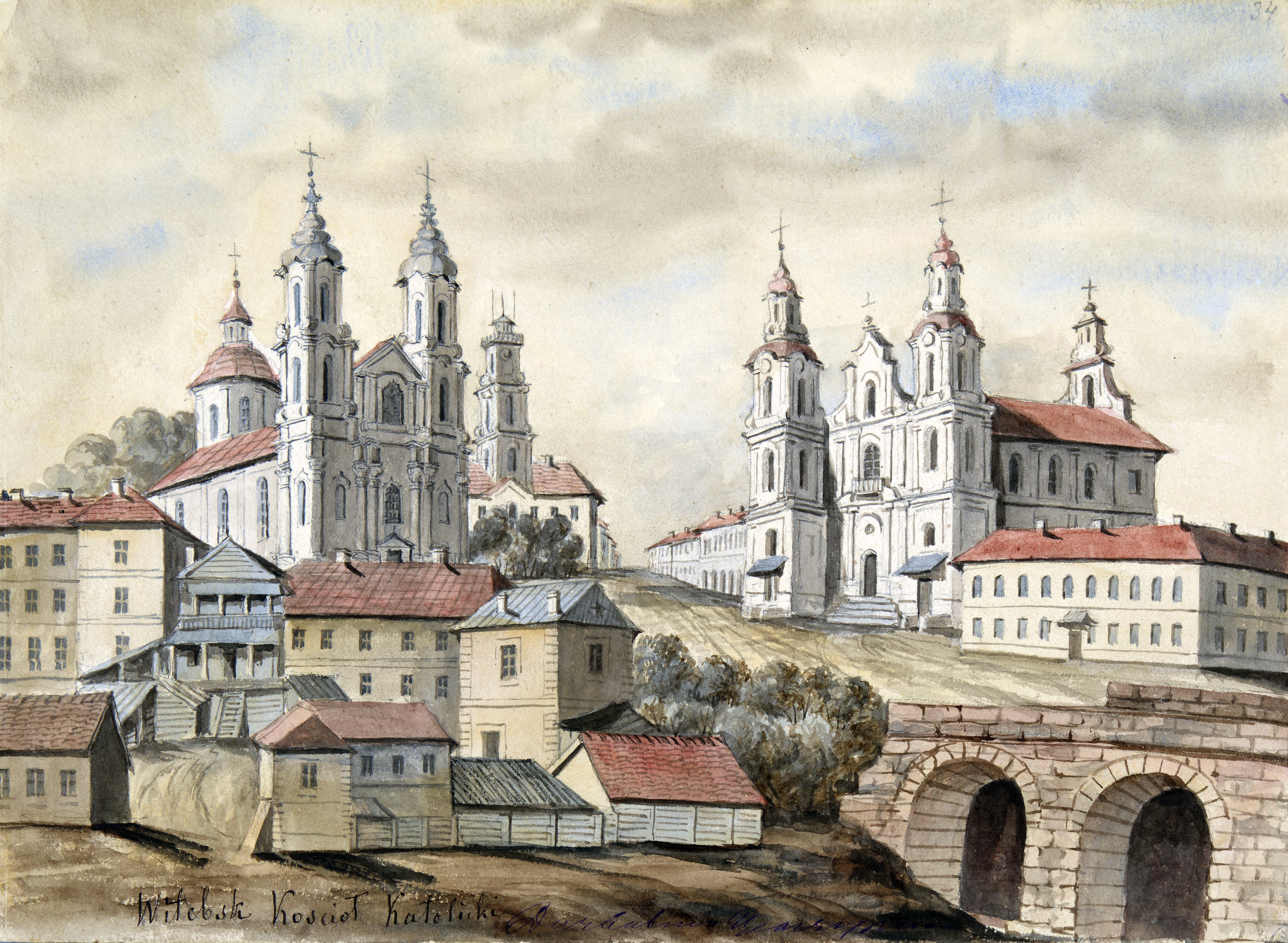
Witebsk

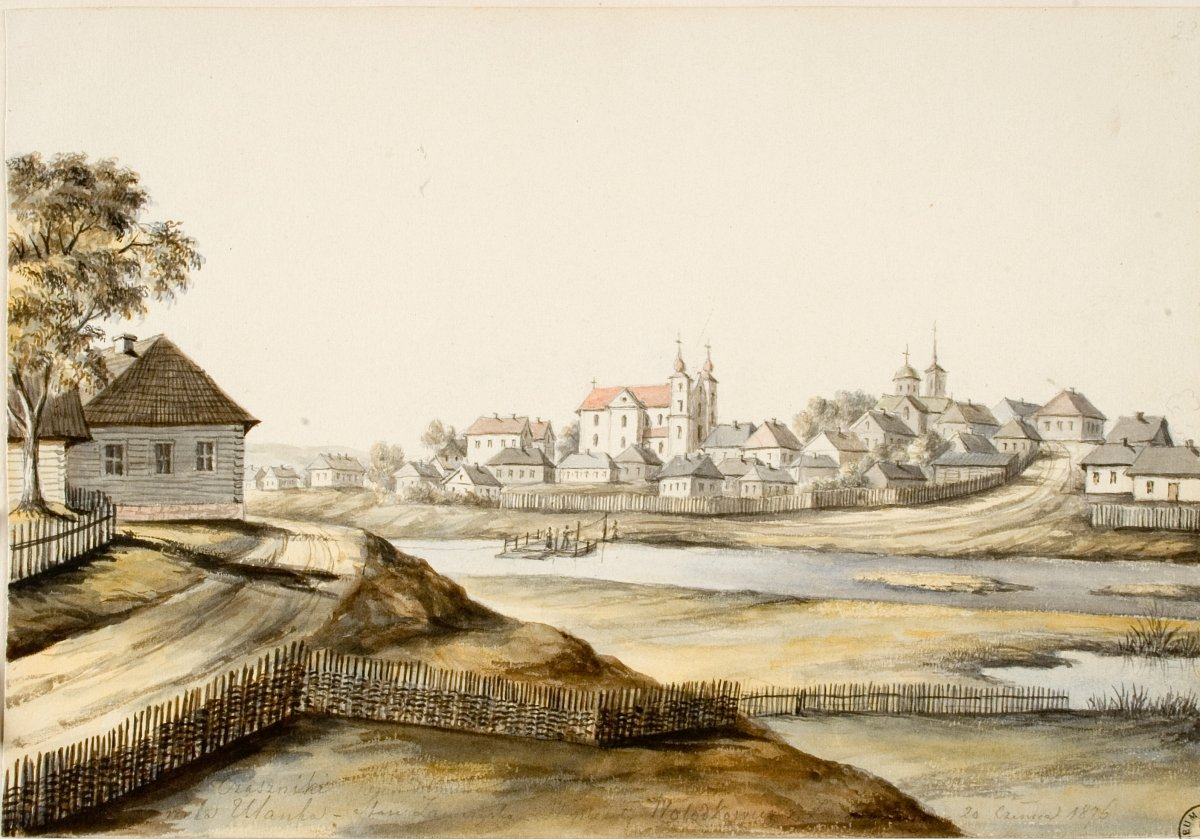
Czaszniki w województwie witebskim

Województwo witebskie – dawne województwo na północno-wschodnich kresach Wielkiego Księstwa Litewskiego. Formalnie utworzone w 1503 r., od Rzeczypospolitej odpadło w wyniku I rozbioru Polski w 1772 r.
Witebsk należał w XII w. do księstwa połockiego będącego w rękach Rurykowiczów kijowskich. W II poł. tego wieku powstało w wyniku podziałów dynastycznych księstwo witebskie, jako uposażenie księcia Dawida Rościsławicza. Od XIII w. broniło się przed podbijającymi kolejne księstwa ruskie Litwinami, prawdopodobnie w połowie tego wieku znalazło się przejściowo w jej władaniu. Ostatecznie pod panowanie Litwy dostało się w 1325 r., gdy Olgierd, poślubiając dziedziczkę księstwa Annę, objął w nim władzę w jej imieniu. Po śmierci Giedymina księstwo było dla Olgierda oparciem w walce z braćmi o władzę. Po odniesionym wspólnie z Kiejstutem zwycięstwie, Olgierd zlikwidował w latach 40. XIV w. księstwo witebskie, włączając jego terytorium do Litwy. Odtąd ziemia witebska zarządzana była przez namiestników książęcych. W 1503 r. podczas reform Aleksandra I Jagiellończyka zostało z niej utworzone województwo.
Województwo reprezentowało dwóch senatorów: wojewodę i kasztelana. Po unii lubelskiej wojewoda witebski w hierarchii starszeństwa w senacie, a więc i starszeństwa województw, zajmował miejsce po wojewodzie płockim a przed wojewodą mazowieckim. Podobnie kasztelan witebski szedł wśród kasztelanów większych po kasztelanie płockim a przed najważniejszym z kasztelanów mazowieckich – kasztelanem czerskim (wbrew temu, co pisze Adam Mickiewicz w Panu Tadeuszu, kasztelania witebska nie była drążkową).
Województwo zachowało przywileje nadane przez Aleksandra I Jagiellończyka, potwierdzone przez Zygmunta Starego, pozwalające szlachcie proponować władcy kandydata na wojewodę. Podobnym przywilejem w Rzeczypospolitej cieszyły się jedynie województwo połockie oraz Księstwo Żmudzkie.
Ponieważ województwo składało się z jednej ziemi, wysyłało na sejm dwóch posłów i dwóch deputatów na Trybunał Litewski, a sejmiki odbywały się w Witebsku. Tam też odbywał się sąd ziemski. Po odpadnięciu od Rzeczypospolitej województwa smoleńskiego, do województwa witebskiego została przyłączona w 1667 r. pozostała przy Litwie ziemia orszańska, tworząc odrębny powiat. Szlachta ziemi orszańskiej sejmikowała w Orszy i wysyłała na sejm dwóch posłów i dwóch deputatów do Trybunału. W Witebsku i Orszy znajdowały się starostwa grodowe. Starostą witebskim był z urzędu wojewoda, starostwo orszańskie należało do dóbr królewskich.
W 1772 r. województwo zostało przyłączone do Rosji. Przy Rzeczypospolitej pozostała do II rozbioru jedynie niewielka część ziemi orszańskiej. Województwo pozostało jako tytularne, a szlachta sejmikowała w miasteczku Chołopienicze w województwie mińskim.
Województwo witebskie leżało w północno-wschodniej części Wielkiego Księstwa. Od północy graniczyło z Rosją, od wschodu z województwem smoleńskim, od południa z województwem mścisławskim, od południowego zachodu z województwem mińskim, a od zachodu z województwem połockim. Ziemię województwa rozdzielała Dźwina, a przez jego południowo-wschodnią część przepływał Dniepr.
Najważniejszym rodem Witebszczyzny byli Sapiehowie, posiadający w nim duże posiadłości ziemskie. Zdominowali oni szlachtę województwa, czyniąc z niej praktycznie swoją klientelę.
Wojewodami witebskimi byli m.in.:
- Iwan Semenowicz Sapieha – 1511–1513
- Iwan Bohdanowicz Sapieha – 1520–1529
- Maciej Kłoczko (Kłoczkowicz) h. Ogończyk zwany Ochmistrzowiczem – 1532–1543
- Jan Hlebowicz
- Hrehory Chodkiewicz – 1554–1555
- Mikołaj Pawłowicz Sapieha – 1588
- Krzysztof Kiszka – 1618
- Szymon Samuel Sanguszko – 1626–1638
- Paweł Jan Sapieha – 1646–1656
- Jan Antoni Chrapowicki – 1660
- Stanisław Pac
- Kazimierz Aleksander Pociej – 1717
- Józef Sołłohub – 1752–1781

Wśród kasztelanów witebskich byli:
- Krzysztof Radziwiłł „Piorun” – 1569
- Melchior Zawisza – 1592
- Andrzej Sapieha – 1600–1605
- Mikołaj Wolski, dziedzic bakałarzewski i krzemieniecki - 1609
- Aleksander Bohdan „Dadzbóg” Sapieha – 1613
- Jerzy Tyszkiewicz – 1730–1735
- Szymon Syruć
- Józef Sołłohub – 1748–1752
- Adam Wawrzyniec Rzewuski – 1790–1793